# Miquel Romans
Miquel Romans   (Barcelona, 1981) és un productor i director de cinema català. El seu primer llargmetratge de ficció va ser Un cel de plom, sobre la vida de la lluitadora antifeixista Neus Català (1915-2019), a partir de l'adaptació del llibre homònim de Carme Martí. L'actriu Nausicaa Bonnín hi interpreta el paper de Neus Català.